# Исис (лунный кратер)
Кратер Исис (лат. Isis), не путать с кратером Исис на Ганимеде, — маленький вулканический кратер в юго-восточной части Моря Ясности на видимой стороне Луны. Название присвоено по египетскому женскому имени и утверждено Международным астрономическим союзом в 1976 г.

## Описание кратера

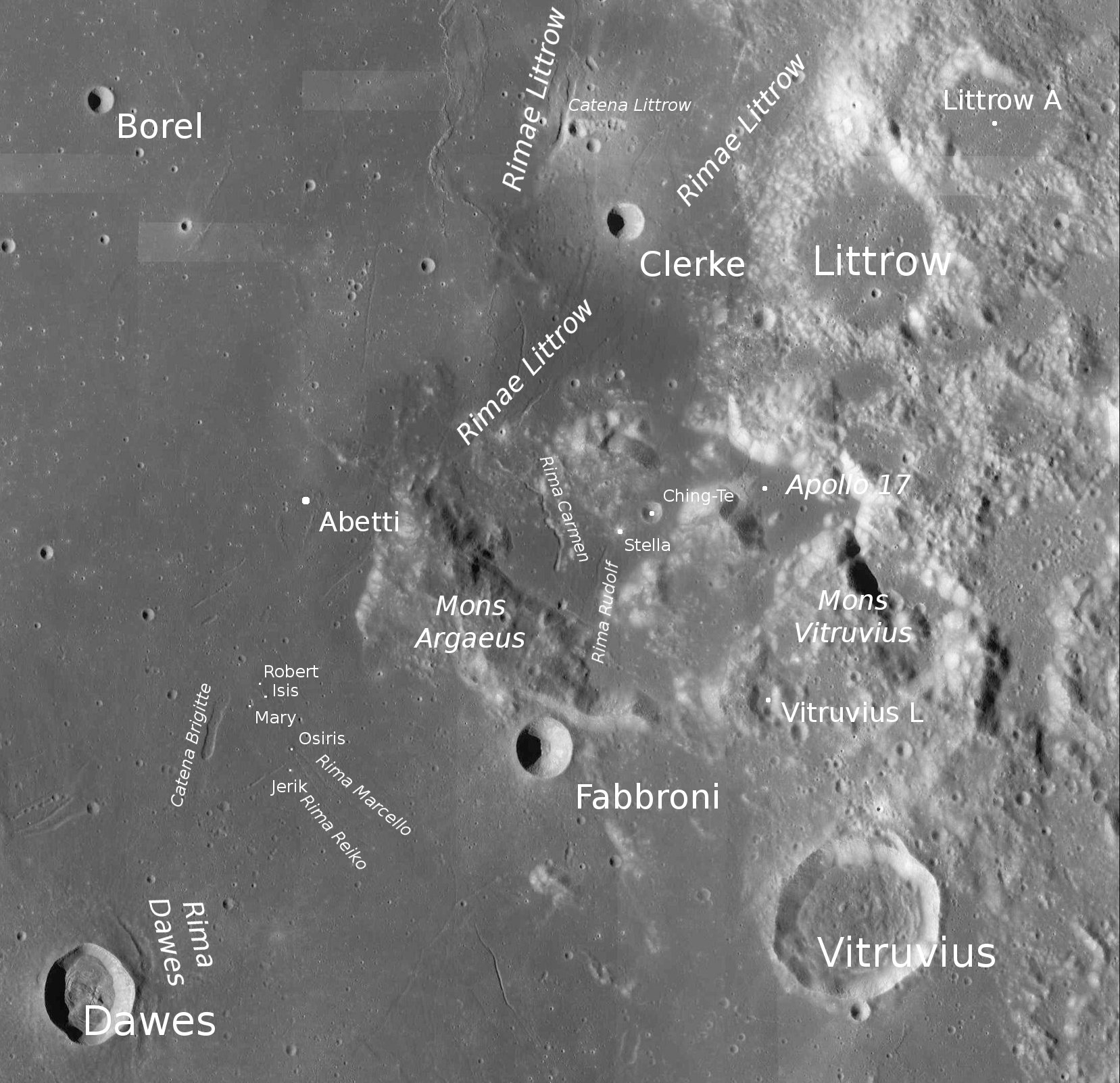
Снимок зонда Lunar Reconnaissance Orbiter.

В непосредственной близости от кратера Исис располагаются другие похожие образования — кратеры Мария, Роберт, Осирис и Иерик; а также борозда Марчелло; борозда Рейко и цепочка кратеров Бриджитт. Другими ближайшими соседями кратера являются кратер Дауэс на юго-западе; кратер Абетти на севере; кратер Фаброни на востоке и кратер Бекетов на юго-востоке. На востоке-северо-востоке от кратера Исис находится пик Аргея. Селенографические координаты центра кратера — 18°57′ с. ш. 27°29′ в. д. / 18,95° с. ш. 27,48° в. д., диаметр — 0,6 км.
Кратер расположен на вершине конического вулкана высотой 60-70 м и шириной 2 км, стоящего на борозде Рейко (Rima Reiko). Это второй по размеру из 5 вулканов на этой борозде (после Осириса). В районе вулканов борозда просматривается плохо, но хорошо выражена южнее них. Видимо, эта цепочка вулканов — результат извержений из разлома.
Из кратера на северо-запад тянется небольшая извилистая борозда. Её интерпретируют как канал, по которому вытекала лава.

## Сателлитные кратеры
У кратера Исис нет сателлитных кратеров.